# FAI Cup 1921-1922
La stagione 1921-1922 è stata la prima edizione della FAI Cup, principale competizione nazionale calcistica irlandese.

## Risultati

### Primo turno
- Bohemians qualificato automaticamente al secondo turno.

| Squadra 1        | Risultato   | Squadra 2       |
| ---------------- | ----------- | --------------- |
| Dublin Utd.      | 8 - 1       | Frankfort       |
| Olympia          | 1 - 3       | Shamrock Rovers |
| St. James's Gate | 3 - 1       | Jacobs          |
| West Ham Belfast | 0 - 0 1 - 2 | Shelbourne      |
| YMCA             | 3 - 4       | Athlone Town    |

### Secondo turno
- St. James's Gate e  Shelbourne qualificate automaticamente in semifinale.

| Squadra 1       | Risultato | Squadra 2    |
| --------------- | --------- | ------------ |
| Bohemians       | 7 - 1     | Athlone Town |
| Shamrock Rovers | 5 - 1     | Dublin Utd.  |

### Semifinali
| Squadra 1        | Risultato   | Squadra 2  |
| ---------------- | ----------- | ---------- |
| Shamrock Rovers  | 1 - 0       | Bohemians  |
| St. James's Gate | 0 - 0 2 - 1 | Shelbourne |

### Finale
| Dublino 17 marzo 1922 | St. James's Gate | 1 – 1 | Shamrock Rovers | Dalymount Park |

| Dublino 8 aprile 1922 | St. James's Gate | 1 – 0 | Shamrock Rovers | Dalymount Park |